# Paul Wegmann
Paul Wegmann (* 17. September 1889 in Ronsdorf, heute zu Wuppertal; † 3. April 1945 in Bergen-Belsen) war ein linkssozialistischer deutscher Politiker, Gewerkschafter, Reichstagsabgeordneter und Widerstandskämpfer gegen den Nationalsozialismus.

## Leben

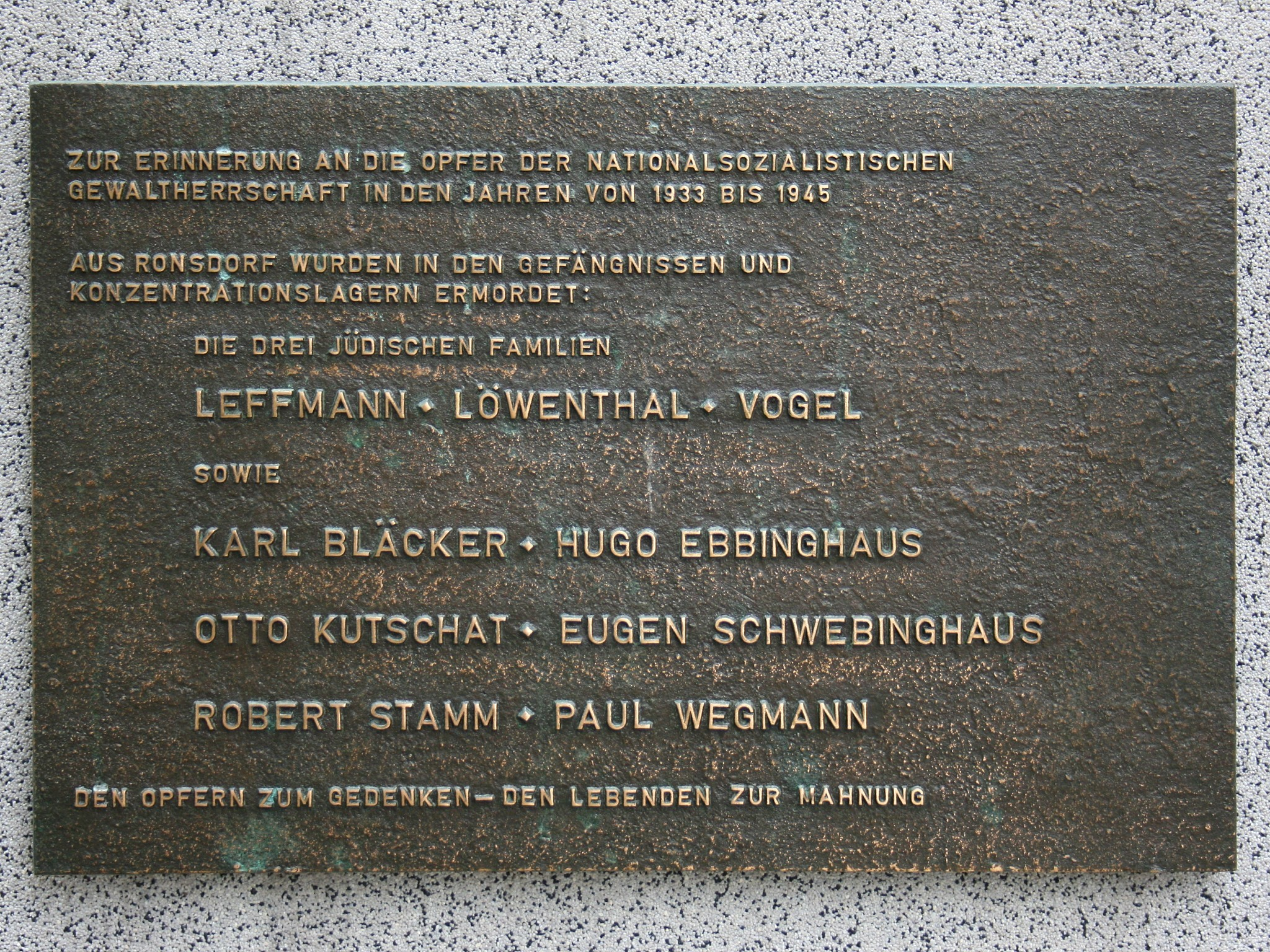
Gedenktafel für die Opfer der NS-Verfolgung am Ronsdorfer Ämterhaus

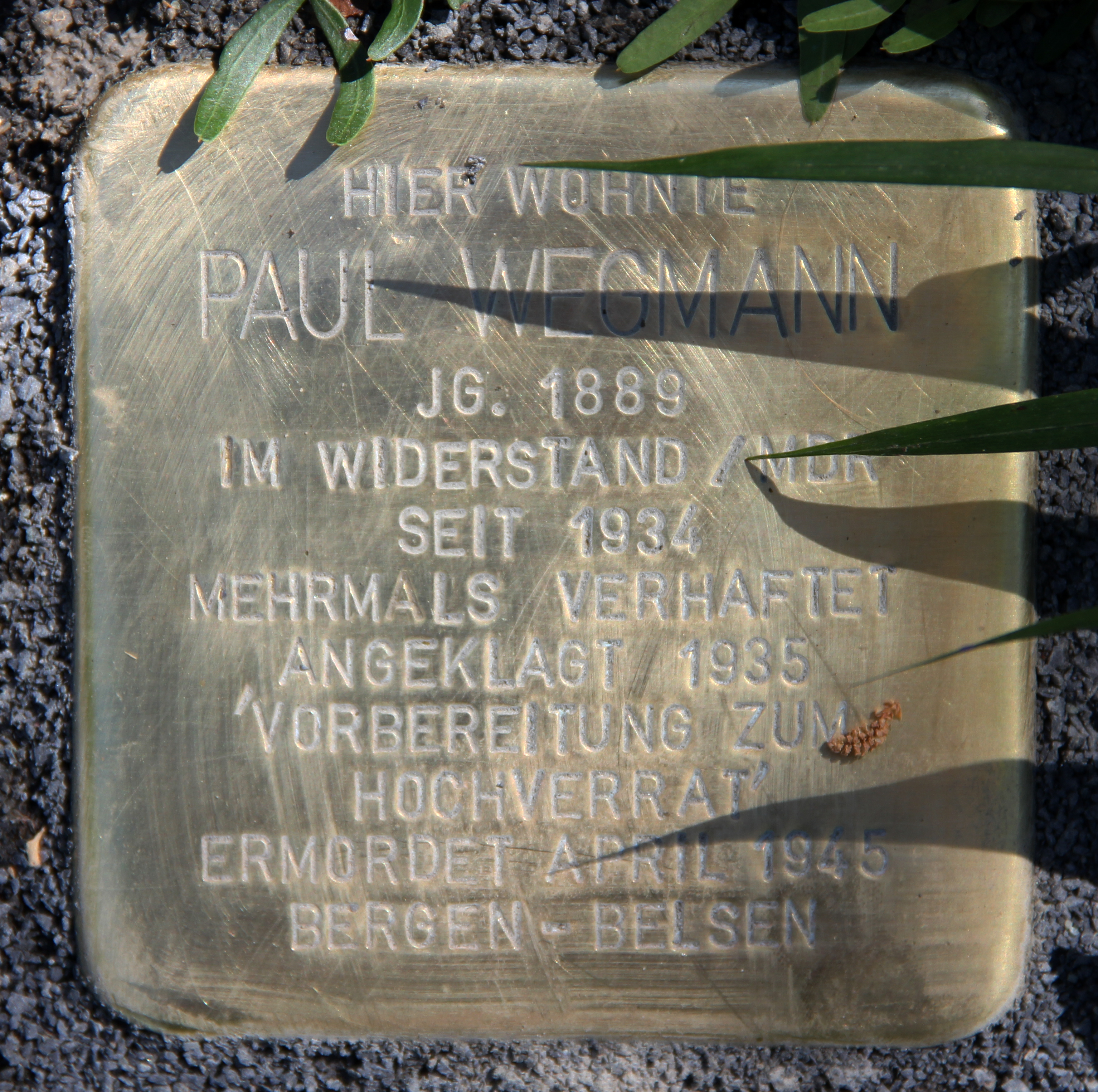
Stolperstein am Haus, Dahmestraße 69, in Berlin-Bohnsdorf

Der Sohn eines Textilarbeiters arbeitete schon in seiner Kindheit als Laufbursche und absolvierte zunächst eine Schmiedelehre. Da ihm die Ausbildung nicht gefiel, erlernte er den Mechaniker- und Schlosserberuf in Kronberg. Nach dem Abschluss der zweiten Ausbildung ging er auf Wanderschaft und arbeitete in verschiedenen Metallberufen. 1903 schloss er sich in Plauen dem DMV an. Einige Jahre später trat er der SPD bei. Als Gegner der sozialdemokratischen Burgfriedenspolitik unterstützte er nach dem Ausbruch des Ersten Weltkrieges 1914 Rosa Luxemburg und Karl Liebknecht. Nach der Gründung der USPD 1917 trat er der neuen linkssozialistischen Partei bei. Seit 1916 Soldat, desertierte Wegmann wenig später und lebte bis zur Novemberrevolution in der Illegalität. Wegmann, der zu dieser Zeit bereits einige Jahre in Berlin-Charlottenburg lebte, betätigte sich aktiv an der Vorbereitung eines revolutionären Umsturzes zur Beendigung des Krieges.
Paul Wegmann war in der Zeit der Novemberrevolution Mitglied der USPD, Redakteur der sächsischen USPD-Regionalzeitung Freiheit, eine der Führungspersönlichkeiten der Revolutionären Obleute sowie Mitglied des Vollzugsausschusses des Berliner Arbeiter- und Soldatenrates. Im Preußen-Ausschuss des zugleich existierenden Vollzugsrates der Arbeiter und Soldaten war er für innenpolitische Entwicklungen zuständig. Wegmann gehörte zum linken Flügel der USPD, der sich Ende 1920 mit der KPD zusammenschloss. Auf dem Vereinigungsparteitag beider Parteien im Dezember 1920 wurde Wegmann als einer von drei Vertretern des Parteibezirkes Berlin-Brandenburg der VKPD in den Zentralausschuss der Partei gewählt. In der vereinigten Partei blieb er allerdings wie die meisten aus der USPD kommenden prominenten Gewerkschafter nur kurze Zeit; im Rahmen der internen Auseinandersetzungen nach der „Märzaktion“ 1921 wurde er unter dem Vorwurf des Bruches der Parteidisziplin im Januar 1922 gemeinsam mit Otto Brass u. a. ausgeschlossen. Wegmann trat der Kommunistischen Arbeitsgemeinschaft (KAG) bei, die einige Monate später in der USPD aufging. Am 10. Juli 1922 rückte er für den verstorbenen Ernst Däumig (wieder als Mitglied der USPD) in den Reichstag nach, trat aber nicht (wieder) – wie die meisten anderen USPD-Abgeordneten bald darauf – der SPD bei. Bei den parteiinternen Auseinandersetzungen um die Haltung zur Ruhrkrise 1923 unterstützte Wegmann die Position des zweiten bei der USPD verbliebenen Reichstagsabgeordneten und Parteivorsitzenden Georg Ledebour. Er verließ gemeinsam mit Ledebour Anfang 1924 die Partei und beteiligte sich am Aufbau des Sozialistischen Bundes. Nachdem Wegmann aus dem Reichstag ausgeschieden war, trat er zunächst kaum politisch in Erscheinung.
Nach 1924 besuchte Wegmann Kurse an der Deutschen Hochschule für Politik in Berlin. Seit 1927 war er Stadtjugendpfleger in Berlin-Weißensee. Wegen politischen Differenzen mit der Verwaltung schied er aus dem Dienst aus. Ab 1930 fand Wegmann eine neue Anstellung als Kreisjugendpfleger in Zeitz. Dort war er wieder in der SPD aktiv, in die er 1927 eingetreten war. Ab 1931 soll er sich verstärkt im Umfeld der SAPD engagiert haben, wenngleich es für eine Mitgliedschaft seiner Person keine Belege gibt. Er hielt eine Reihe Vorträge zu jugendpolitischen Themen sowohl vor Sozialdemokraten als auch vor Linkssozialisten. Nach der Machtübernahme der NSDAP wurde Wegmann aus seiner Tätigkeit als Jugendpfleger entlassen. Anschließend gehörte er in Zeitz einer aus SPD- und SAPD-Mitgliedern bestehenden Widerstandsgruppe an.
Das erste Mal kam Wegmann im Februar 1934 für acht Monate in Untersuchungshaft. Aus Mangel an Beweisen entließen ihn die Verfolger wieder. Die zweite Untersuchungshaft zog sich von Ende 1935 bis Anfang 1937 hin, die er in Halle verbrachte. Die Anklage, die auch durch Denunziation und Verrat zustande kam, lautete: Vorbereitung zum Hochverrat. Wegmann wurde seine illegale politische Widerstandsarbeit zur Last gelegt. Hinzu kam Wegmanns politische Vergangenheit als Reichstagsabgeordneter der USPD, das soziale und politische Engagement als Kreisjugendpfleger bis 1933, sein Einsatz bei der „Roten Hilfe“ und die Unterstützung mittelloser Angehöriger von inhaftierten Parteigenossen. Unter Anrechnung der 14-monatigen Untersuchungshaft wurde er zu einer Haftstrafe von zwei Jahren Gefängnis verurteilt. Diese verbüßte er unter anderem im Strafgefängnis Magdeburg. Nach Verbüßung der offiziellen Haftstrafe Ende 1937 hätte Wegmann entlassen werden müssen. Er blieb jedoch in Polizeihaft, da davon ausgegangen wurde, von seiner Person würde weiterhin eine politische Gefahr ausgehen. Im März 1938 wurde er mithilfe eines Schutzhaft-Befehls der Gestapo in das Konzentrationslager Sachsenhausen eingewiesen. Im Frühjahr 1940 entlassen, arbeitete Wegmann bis zu seiner erneuten Gefangennahme im Rahmen der Aktion Gitter Ende August 1944 zeitweise in einer Berliner Kohlehandlung. Nach der erneuten Inhaftierung im Konzentrationslager Sachsenhausen verschlechterte sich seine Gesundheit. Diabetes und ein geschwächtes Immunsystem hatten ihm schon die früheren Haftzeiten zur Qual gemacht. Im Februar 1945 wurde er zusammen mit anderen erkrankten Häftlingen in das KZ Bergen-Belsen verlegt. Dort starb Wegmann kurz vor der Befreiung des Lagers an schwerem Diabetes und Flecktyphus.
Verheiratet war Wegmann mit Anni Wegmann (geborene Bruhnke). Die Ehe wurde 1944 auf beiderseitigen Wunsch geschieden. Wegmann hatte drei Kinder – eine Tochter Annelore *1930 und zwei Söhne, Dietrich (1933–2024) und Wolfgang (1936–2024).

## Ehrungen

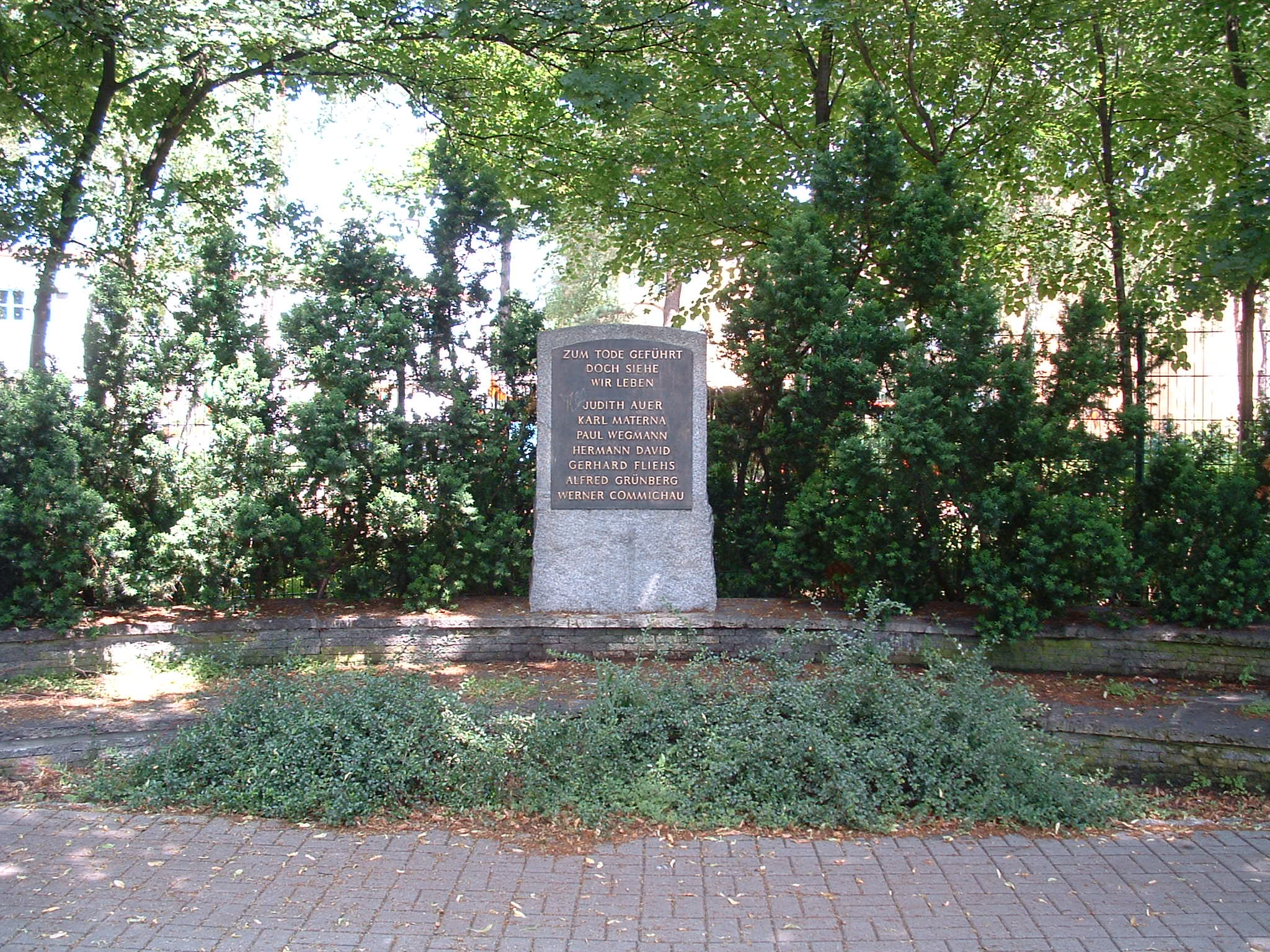
Gedenkstein in Berlin-Bohnsdorf, u. a. für Paul Wegmann

- In Zeitz trägt eine Straße Paul Wegmanns Namen; eine nach ihm benannte Schule, vor deren ehemaligem Gebäude ein Gedenkstein an Wegmann erinnert und ein nach ihm benanntes Kinderheim bestehen nicht mehr, am ehemaligen Gebäude des Rates des Kreises Zeitz weist eine Gedenktafel auf Paul Wegmann hin.
- In Berlin-Mitte in der Scheidemannstraße / Platz der Republik gibt es eine Gedenktafel.
- Im Garten des Volkshauses Bohnsdorf in Berlin-Bohnsdorf erinnert ein Gedenkstein u. a. an Paul Wegmann.
- Am 1. Juni 2017 wurde vor seinem ehemaligen Wohnort, Berlin-Bohnsdorf, Dahmestraße 69, ein Stolperstein verlegt.